# Aeródromo de Ocotlán
El Aeródromo de Ocotlán (Código ICAO:MM43 - Código DGAC: OCT) es un pequeño aeropuerto ubicado al norte de la misma ciudad. Cuenta con una pista asfaltada de 1500 metros de largo y 25 metros de ancho, así como una plataforma de aviación y pequeños hangares. El aeropuerto actualmente solo ofrece servicio de aviación general, usualmente es usado por pequeñas aeronaves de fumigación, su frecuencia de comunicaciones es 122.8.5

## Accidentes e incidentes
- El 8 de septiembre de 2019 una aeronave Cessna 152 con matrícula XB-PHQ perteneciente a Escuela de Aviación México que realizaba maniobras de rodaje en el Aeródromo de Ocotlán impactó a otra aeronave Cessna 152 con matrícula XB-JYJ que se encontraba aparcada en plataforma, y que también pertenecía a Escuela de Aviación México. El impacto dejó como resultado solo daños materiales.[3][4]